# 哈利日比伊夫卡
48°15′48″N 28°13′4″E / 48.26333°N 28.21778°E
哈利日比伊夫卡（羅馬化：Halzhbiivka）是烏克蘭的村落，位於該國西南部文尼察州，由莫希利夫-波迪利斯基區負責管轄，始建於1400年，面積4.7平方公里，海拔高度71米，2001年人口1,359。